# 김근배 (배우)
김근배(1984년 1월 31일 ~ )는 대한민국의 배우이다.

## 학력
- 동국대학교 연극학과

## 출연작

### 영화
- 《어쩌면 우린 헤어졌는지 모른다》 (2023년) - 경찰 1 역
- 《목화토금수》 (2021년) - 목원 역
- 《내가 죽던 날》 (2020년) - 과거 수사팀 1 역
- 《행복의 나라》 (2018년) - 클락션 사내 1 역
- 《기술자들》 (2014년) - 보석상 경찰 2 역
- 《빅매치》 (2014년) - 배 형사 역
- 《판매왕 문구동》 (2013년)
- 《IBIZA》 (2013년)
- 《파편》 (2013년) - 박 순경 역
- 《수렴》 (2012년)
- 《11월》 (2011년)
- 《세상에서 가장 아름다운 소풍》 (2010년) - 장애우 역
- 《다 잘될거야》 (2010년)
- 《청춘예찬》 (2009년)
- 《어느 멋진 날》 (2008년)

### 드라마
- 《감사합니다》 (2024년, tvN) - 브로커 역
- 《플레이어 2 : 꾼들의 전쟁》 (2024년, tvN)
- 《지옥》 (2021년, Netflix)
- 《마녀식당으로 오세요》 (2021년, TVING)
- 《번외수사》 (2020년, OCN)
- 《퍼펙트 센스》 (2016년, KBS2) - 영호 역
- 《기억》 (2016년, tvN)
- 《불의 여신 정이》 (2013년, MBC)[3]
- 《그대, 웃어요》 (2009년, SBS)
- 《내 인생의 황금기》 (2008년, MBC)